# Lorenzo Ruffini
Lorenzo Ruffini (13 ottobre 1918 – ...) è stato un calciatore italiano, di ruolo centrocampista.

## Carriera
Nella stagione 1936-1937 fa parte della rosa della Sanremese, vincitrice del girone C del campionato di Serie C; nel corso della stagione esordisce tra i professionisti, segnando una doppietta in Coppa Italia. Rimane in squadra anche nella stagione 1937-1938, nella quale mette a segno 4 reti in 8 presenze nel campionato di Serie B; gioca nella serie cadetta anche nella stagione 1938-1939, nella quale realizza 3 reti in 7 presenze. Nel corso della stagione 1939-1940 gioca invece stabilmente da titolare, scendendo in campo in 30 delle 34 partite di campionato.
A fine stagione si trasferisce al Vigevano, con cui nella stagione 1940-1941 conquista un terzo posto in classifica nel campionato di Serie C, categoria nella quale milita anche nella stagione 1942-1943, nuovamente con la maglia della Sanremese, con la quale continua a giocare anche alla ripresa dei campionati dopo la fine della Seconda guerra mondiale: rimane a Sanremo sia nella stagione 1945-1946 (in Prima Divisione che nella stagione successiva, nel campionato di Serie C.
Nella stagione 1948-1949 realizza 5 reti in 26 presenze con la maglia dell'Imperia, nel campionato di Promozione, il massimo livello dilettantistico dell'epoca.

## Palmarès

### Club

#### Competizioni nazionali
- Serie C: 1

Sanremese: 1936-1937 (girone C)